# Região Västmanland

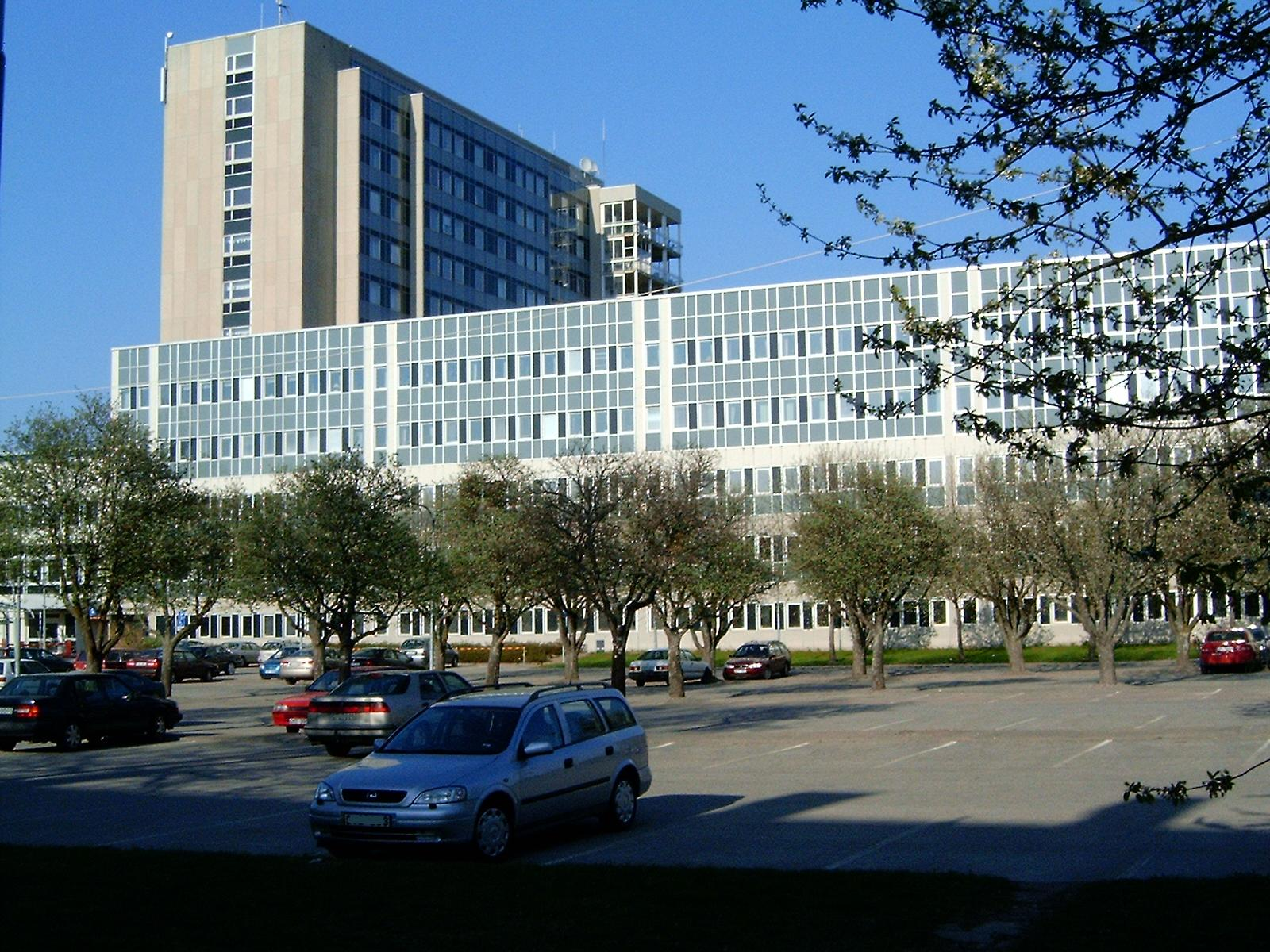
O Hospital de Västerås.

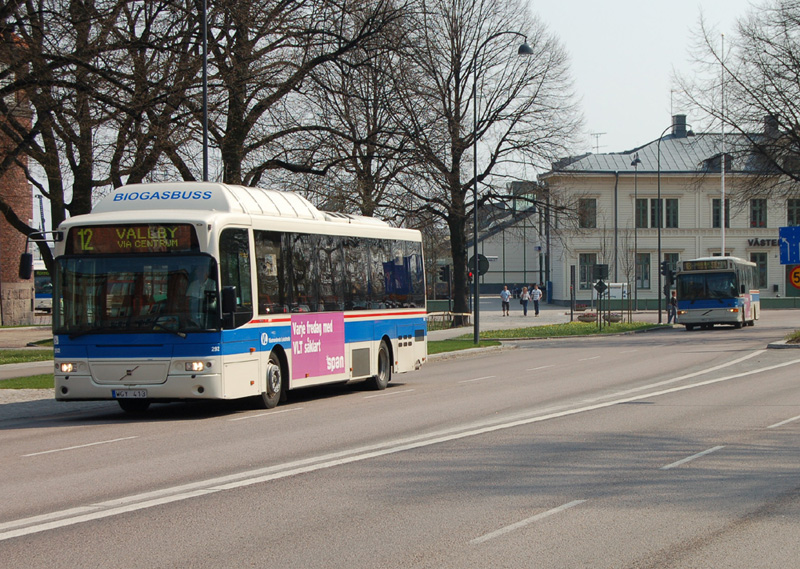
Transportes públicos da Västmanland

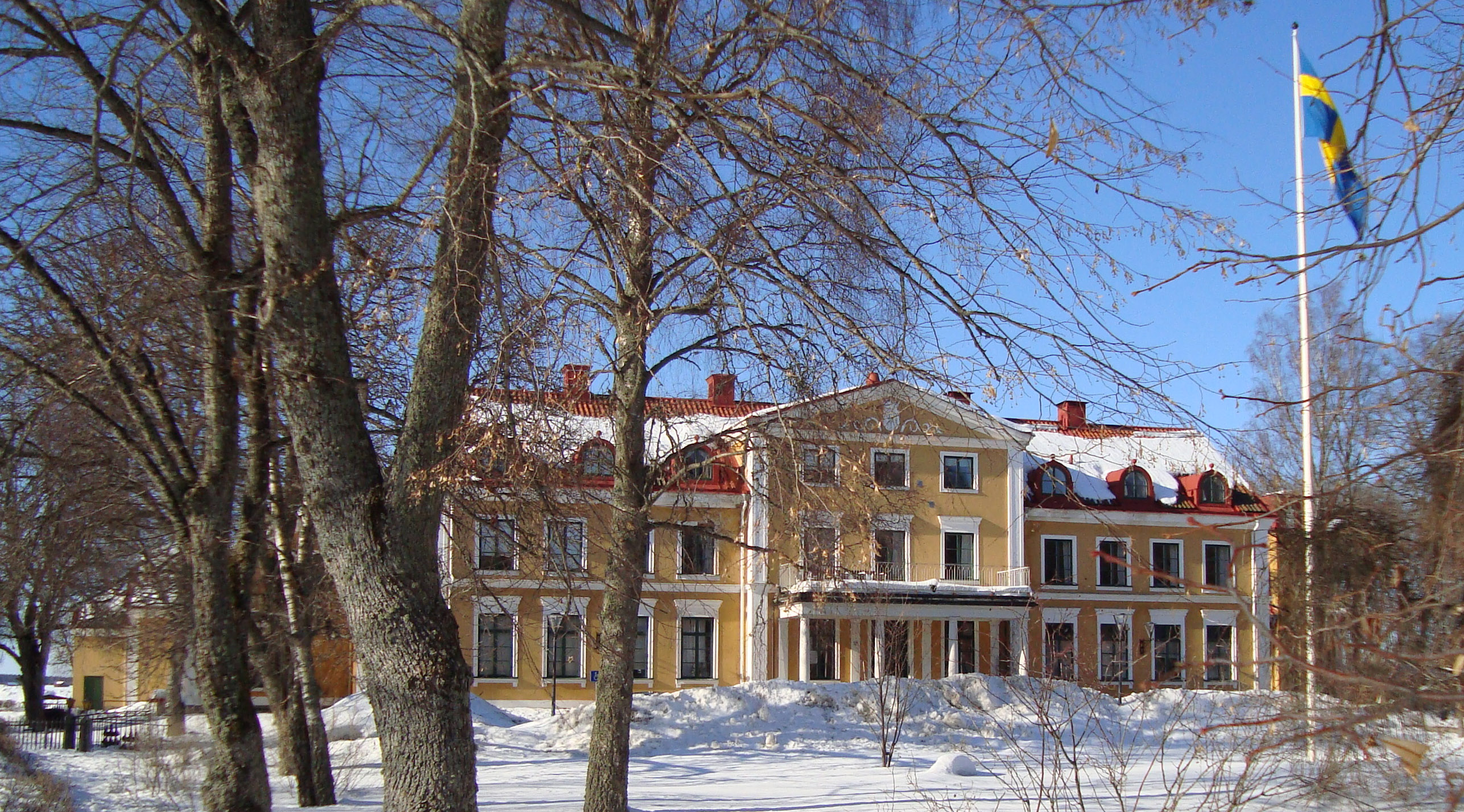
A Escola Superior Popular de Tärna

A Região Västmanland (em sueco: Region Västmanland;  PRONÚNCIA) é uma autarquia regional - responsável pela saúde, transportes públicos e desenvolvimento regional – na área geográfica do condado da Västmanland.

É constituída por 10 comunas, tem uma área de 5 117,28 km² e uma população de 280 740 habitantes (2024).

## Áreas de responsabilidade
A Região tem como função principal a definição de políticas e a gestão da saúde pública, dos serviços de saúde, dos cuidados dentários, dos transportes públicos, da infraestrutura regionale de várias instituições culturais e de ensino do condado, assim como da coordenação e planeamento das medidas de desenvolvimento regional.

### Assistência médica
A assistência médica provida pela Região Västmanland é feita através de hospitais, centros de saúde públicos, clínicas públicas de cuidados dentários, e outras instituições. 

### Hospitais
A Região tutela 4 hospitais, em Fagersta, Köping, Sala e Västerås. Existe serviço de urgências em Köping e Västerås.

### Centros de saúde públicos
A Região gere os centros de saúde públicos (vårdcentral), existentes em toda a região.

### Clínicas públicas de cuidados dentários
A Região gere várias clínicas públicas de cuidados dentários (folktandvårdsklinik).

### Transportes públicos
A Região é proprietária da empresa de transportes públicos VL.

### Instituições regionais de ensino e cultura
A Região apoia e subvenciona várias instituições regionais de cultura e ensino, tal como a Escola Superior Popular de Tärna, a Federação de Desporto da Västmanland, o Museu Regional da Västmanland e o Teatro da Västmanland

## Organização política da região

As "Regiões político-administrativas" da Suécia
U – Região Västmanland

As região constitui um nível intermédio entre o estado (staten) e os municípios (kommunerna) do condado.

### Órgão político e administrativo regional
A Região é dirigida por uma assembleia regional (regionfullmäktige), composta por 77 deputados regionais eleitos por 4 anos.

Esta assembleia elege por sua vez um governo regional executivo (regionstyrelse), constituído por 15 desses deputados, tanto da maioria política como da oposição.

Tem 7 conselheiros regionais (regionråd), eleitos pela Assembleia Regional (regionfullmäktige), que trabalham a tempo inteiro e são responsáveis pela preparação e implementação das decisões políticas.

### A região e o condado
A Região Västmanland (Region Västmanland) coexiste dentro do Condado da Västmanland (Västmanlands län) com o Conselho Administrativo do Condado da Västmanland (Länsstyrelsen i Västmanlands län).

Enquanto que a região (region) é um órgão político, eleito pelos cidadãos e responsável pela saúde, transportes públicos e desenvolvimento regional, o conselho administrativo do condado (länsstyrelsen) é um órgão local do estado, com a missão de executar nesse mesmo condado as tarefas administrativas do estado - defesa civil, assistência social, proteção do ambiente e realização de eleições gerais, etc... 

### A região na União Europeia
No âmbito da União Europeia, a Região Västmanland exerce as suas funções no território consignado ao Condado da Västmanland, o qual é uma unidade estatística do tipo (Nuts 3).